# Obwód zakaspijski
Obwód zakaspijski (ros. Закаспийская область) – jednostka administracyjna Imperium Rosyjskiego utworzona 6 maja?/18 maja 1881, wchodząca w skład generał-gubernatorstwa turkiestańskiego. Terytorium obwodu obejmowało współczesny Turkmenistan oraz nadkaspijskie rejony dzisiejszego Uzbekistanu (zachodnia część Karakałpacji) i Kazachstanu (obwód mangystauski).
Obwód znajdował się na wschód od Morza Kaspijskiego i na zachód od Amu-darii, na południe od równoleżnikowej linii łączącej Morze Kaspijskie i Jezioro Aralskie. Graniczył z obwodem uralskim na północy, Chanatem Chiwy i Emiratem Buchary na wschodzie oraz Persją i Afganistanem na południu. Obejmował m.in. wyżynę Ustiurt, Nizinę Turańską (z pustynią Kara-kum) i półwysep Mangyszłak.
Pod względem administracyjnym obwód ten dzielił się na 5 ujezdów: aszchabadzki, krasnowodski, mangyszłacki, merwski i tedżeński. Miastem głównym obwodu był Aszchabad, oprócz niego ważniejsze miasta to Krasnowodsk, Fort Aleksandrowski na półwyspie Mangyszłak (od 1939 roku nazywane Fort-Szewczenko), Merw (od 1937 roku nazywane Mary), Tedżen.

## Historia
Region ten podbity został przez Rosję w latach 1879–1885, proces ten rozpoczęło utworzenie miasta-portu Krasnowodsk w 1869 roku, dzięki któremu możliwe było dalsze rozszerzanie wpływów na wschód. Utworzony 6 maja?/18 maja 1881 obwód początkowo podporządkowany był Namiestnictwu Kaukaskiemu, następnie rosyjskiemu ministerstwu wojny a dopiero od 1897 roku generał-gubernatorstwu turkiestańskiemu.
Dzięki nowej rosyjskiej administracji do historii przeszły niewolnictwo oraz wojny plemienne, powstawały pierwsze szkoły i szpitale. W 1888 roku przeprowadzono pierwszą linię kolejową (Zakaspijską Kolej Żelazną), co zaindukowało rozwój upraw bawełny oraz wydobycia ropy naftowej i węgla. Przez cały okres istnienia obwodu mnożyły się konflikty społeczne i narodowe, które doprowadziły do powstania turkiestańskiego w 1916 roku. Po rewolucji lutowej w 1917 roku nastąpił czas dwuwładzy: równolegle działały przedstawicielstwa Rządu Tymczasowego oraz bolszewickie rady delegatów i komitet muzułmański w Aszchabadzie. Pod koniec roku władzę całkowicie zagarnęli bolszewicy, co doprowadziło w 1918 roku do powstania zbrojnego eserów i mienszewików wspartego przez Brytyjczyków, którzy jeszcze w tym samym roku się wycofali. Powstanie zostało całkowicie rozbite do 1920 roku, tereny obwodu zakaspijskiego zostały ostatecznie włączone do utworzonej w 1918 roku Turkiestańskiej ASRR.

## Demografia
Według spisu ludności z 1897 roku na powierzchni 554 860 km² mieszkało w obwodzie zakaspijskim ponad 382 487 osób (tylko około 40 tysięcy w miastach), głównie Turkmenów i Kirgizów, trudniących się chowem bydła i owiec, prowadzących przeważnie żywot koczowniczy. Rolnictwo uprawiane było jedynie w oazach i przy wybrzeżach rzek.
| Ujezd         | Turkmeni | Kazachowie | Rosjanie | Persowie | Ukraińcy | Ormianie | Polacy | Tatarzy |
| ------------- | -------- | ---------- | -------- | -------- | -------- | -------- | ------ | ------- |
| Obwód łącznie | 65,0%    | 19,4%      | 7,3%     | 2,1%     | 1,3%     | 1,1%     | …      | …       |
| Aszchabadzki  | 73,1%    | …          | 12,8%    | 3,5%     | 2,5%     | 2,5%     | 1,9%   | 1,3%    |
| Krasnowodzki  | 62,4%    | 19,3%      | 9,7%     | 3,4%     | 1,0%     | 1,8%     | …      | …       |
| Mangyszłacki  | 4,0%     | 93,1%      | 2,6%     | …        | …        | …        | …      | …       |
| Merwski       | 88,0%    | …          | 4,5%     | …        | 1,3%     | …        | …      | 1,5%    |
| Tedżeński     | 82,0%    | …          | 7,9%     | 4,1%     | 1,6%     | …        | 1,1%   | …       |